# Julius Santiago
Julius Frederick Santiago (* 3. Juni 1996) ist ein philippinischer Eishockeyspieler, der seit 2022 bei den Manila Sharks in der philippinischen Liga spielt.

## Karriere
Julius Santiago begann seine Karriere bei den Manila Sharps in der Manila Ice Hockey League. 2018 wechselte er in die höherklassige philippinische Eishockeyliga. Nachdem er zunächst für die Manila Chiefs aktiv gewesen war, ging er 2019 zu den Philippine Eagles. Seit 2022 ist er für die Manila Sharks aktiv.

### International
Für die philippinische Nationalmannschaft spielte Santiago erstmals bei den Winter-Asienspielen 2017, bei denen die Mannschaft den dritten Platz in der Division II erreichte. Es folgten Teilnahmen bei den Südostasienspielen 2017, die gewonnen werden konnten sowie beim IIHF Challenge Cup of Asia IIHF Challenge Cup of Asia 2018, als es zur Bronzemedaille reichte, und IIHF Challenge Cup of Asia 2019, als die Silbermedaille gewonnen wurde. Anschließend spielte er bei der Weltmeisterschaft 2023 in der Division IV, als der Aufstieg in die Division III gelang. Dort spielte er dann bei der Weltmeisterschaft 2024.

## Erfolge und Auszeichnungen
- 2017 Goldmedaille bei den Südostasienspielen
- 2018 Silbermedaille beim IIHF Challenge Cup of Asia
- 2019 Silbermedaille beim IIHF Challenge Cup of Asia
- 2023 Aufstieg in die Division III, Gruppe B, bei der Weltmeisterschaft der Division IV